# Luigi Ventura
Luigi Ventura (9 de diciembre de 1944) es el actual nuncio apostólico en Francia desde que fue nombrado por el papa Benedicto XVI el 22 de septiembre de 2009 [1] 
Ventura nació en 1944 en Borgosatollo, Italia. Fue ordenado sacerdote el 14 de junio de 1969 a la edad de 25 para la diócesis de Brescia. Fue llamado a trabajar para el servicio diplomático de la Santa Sede en 1978. Estudió en la Pontificia Academia Eclesiástica. Él es un doctor en letras y tiene una licenciatura en derecho canónico. Sirvió en Brasil, Bolivia y el Reino Unido hasta 1984. 
Luego se desempeñó con la Sección de Relaciones con los Estados de la Secretaría de Estado de la Santa Sede hasta 1995 el papa Juan Pablo II lo nombró arzobispo titular de Equilium el 25 de marzo de 1995 y fue nombrado nuncio apostólico en Costa de Marfil, Burkina Faso y Níger. Fue consagrado obispo el 29 de abril de 1995 por el entonces cardenal secretario de Estado Angelo Sodano. Fue nombrado nuncio apostólico en Chile en 1999, sirviendo allí hasta 2001, cuando el papa lo nombró nuncio apostólico en Canadá.
El papa Benedicto XVI lo nombró nuncio en Francia el 22 de septiembre de 2009, en sustitución Fortunato Baldelli que había sido designado como Penitenciario Mayor de la Penitenciaría Apostólica. 
En julio de 2019, el Vaticano levantó su inmunidad diplomática para permitirle enfrentar cargos criminales. Se le permitió trasladarse a Roma.
El papa Francisco aceptó su renuncia en diciembre de 2019. La investigación sigue abierta.
| Texto de encabezado              | TÍTULOS DE LA IGLESIA CATOLICA                                                  | Texto de encabezado                            |
| -------------------------------- | ------------------------------------------------------------------------------- | ---------------------------------------------- |
| Precedido por Piero Biggio       | Nuncio Apostólico en Chile 25 de marzo de 1999 - 22 de junio de 2001            | Sucedido por Aldo Cavalli                      |
| Precedido por Paolo Romeo        | Nuncio Apostólico en Canadá 22 de junio de 2001 - 22 de septiembre de 2009      | Sucedido por Aldo Cavalli Pedro López Quintana |
| Precedido por Fortunato Bardelli | Nuncio Apostólico en Francia 22 de septiembre de 2009 - 17 de diciembre de 2019 | Vacante                                        |

- Datos: Q1341279
- Multimedia: Luigi Ventura / Q1341279